# Алексинский, Михаил Александрович
Михаил Александрович Алексинский (1894—1938) — советский военный и педагогический деятель, кавалер ордена Красного Знамени.

## Биография
Родился в русской семье священнослужителя, член РКП(б) с марта 1917 до 1937. Педагог по образованию. С 1915 до 1917 служил офицером в царской армии. В 1918 году — губвоенком в Иваново-Вознесенске, С 1918 до 1919 года военком 1-й бригады 21-й стрелковой дивизии 2-й армии (Восточный и Юго-восточный фронты), а затем военком этой дивизии. В 1920—1921 г.г. начальник политпосветотдела, а затем начальник политотдела 9-й армии. В 1922—1923 годах был заведующим Кубано-Черноморским (Краснодарским) областным отделом народного образования. В 1923—1924 годах начальник агитпропотдела Западного фронта. В 1924—1925 годах начальник агитпропотдела ПУР (г. Москва), откуда переводится в 1926 году членом Реввенсовета, начальником политуправления Белорусского военного округа. В 1927 году назначается генеральным секретарем ОСОАВИАХИМ СССР.
Потом становится заместителем народного комиссара просвещения А. С. Бубнова, работал в Москве, член коллегии Наркомпроса РСФСР. С 10.02.28 по 14.10.29 зав. отделом народного образования Моссовета и Мосгуб(обл)исполкома.
В 1934 году переводится в Ленинград заведующим Ленинградским городским отделом народного образования.
Перед арестом директор Дома детской литературы.
Арестован 27 октября 1937. После избиений на допросах находился на излечении в Институте судебной психиатрии при Ленинградской областной больнице для следственных заключённых. Выездной сессией Военной коллегии Верховного суда СССР в Ленинграде 20 сентября 1938 приговорён по статьям 58-8 и 58-11 УК РСФСР к высшей мере наказания. Расстрелян в Ленинграде на следующий день, 21 сентября 1938. Посмертно реабилитирован в 1956.
31 декабря 1920 года награждён орденом Красного Знамени.

### Адрес
Ленинград, Кировский проспект, дом 26/28, квартира 78.